# الجبوب (مكيراس)

تعديل مصدري - تعديل

الجبوب هي إحدى قرى عزلة مكيراس بمديرية مكيراس التابعة لمحافظة البيضاء، بلغ تعداد سكانها 82 نسمة حسب تعداد اليمن لعام 2004.